# Hugues de Briel
Hugues de Briel (parfois Hugues de Bruyères dans la littérature ancienne), mort en 1238, est un chevalier champenois devenu le deuxième baron de Karytaina, en principauté d'Achaïe (Grèce franque) vers 1222 après le décès de son frère Renaud de Briel.

## Biographie
Originaire de Briel-sur-Barse en Champagne, il hérite vers 1222 du fief de son frère aîné, Renaud de Briel, la baronnie de Karytaina dans le Péloponnèse. Il est vassal du prince d'Achaïe Geoffroi Ier de Villehardouin dont il épouse une fille, Alice. Il meurt au début de l'année 1238, avant sa quarantième année et son fils Geoffroy de Briel lui succède.

## Source
- Antoine Bon, La Morée franque : Recherches historiques, topographiques et archéologiques sur la principauté d’Achaïe, Paris, De Boccard, 1969 (lire en ligne)
- (en) Theodore Evergates, « The Origin of the Lords of Karytaina in the Frankish Morea », Medieval Prosopography, vol. 15, no 1,‎ 1994, p. 81–114 (JSTOR 44947037).